# روبي موراي (مغنية)
روبي موراي (بالإنجليزية: Ruby Murray) هي مغنية بريطانية، ولدت في 29 مارس 1935 في بلفاست في المملكة المتحدة، وتوفيت في 17 ديسمبر 1996 في توركاي في المملكة المتحدة بسبب سرطان الكبد.

## وصلات خارجية
- الموقع الرسمي
- روبي موراي على موقع IMDb (الإنجليزية)
- روبي موراي على موقع ميوزك برينز (الإنجليزية)
- روبي موراي على موقع ديسكوغز (الإنجليزية)